# Любомир Минков
Любомир Иванов Минков е български журналист.

## Биография
Любомир Минков е роден на 9 септември 1957 година в град Тутракан, България. През 1982 година завършва Факултета по журналистика на Софийския университет, профил „Радио“ в класа на проф. Веселин Димитров. Сътрудничил е активно на вестниците „Студентска трибуна“, „Народна младеж“ и „Земеделско знаме“. Публикувал е в литературното списание „Пламък“. Работил е 2 години /1983 – 1985/ във вестник „Работническо дело“, а после в Българското национално радио като репортер на предаването „Хоризонт за вас“ с водещ Мико Петров.
През есента на 1988 година започва работа в радио Стара Загора, където води популярното забавно-развлекателно предаване „Събота за всички“ от 1990 до 1993 година, когато създава първата частна радиостанция в града на липите „Трели“, която стартира на 13 ноември в 19 часа.
През 1995 година създава в Стара Загора втора частна радиостанция – „Екстаз“, на която е вече едноличен собственик и която започва своята програма на 12 април, също в 19 часа. „Екстаз“ излъчва собствена 24-часова забавно-развлекателна програма до 6 септември 2003 година, когато става част от радиоверигата „Сити“. Лицензът е на „Екстаз“ ООД със съдружници „Радио Сити“ ООД – 70 дяла и Любомир Иванов Минков – 30 дяла.